# Том Керол
Томас Џејмс Керол (енгл. Thomas James Carroll; Вотфорд, 28. мај 1992) је енглески фудбалер који тренутно игра за Свонси.